# Schönbusch Open
Lo Schönbusch Open è un torneo professionistico femminile di tennis giocato su campi in terra rossa. Fa parte dell'ITF Women's Circuit. Si gioca annualmente a Aschaffenburg in Germania. Nel 2009 si è svolta un'edizione appartenente all'ITF Men's Circuit.

## Albo d'oro

### Singolare maschile
| Anno | Campione        | Finalista         | Punteggio |
| ---- | --------------- | ----------------- | --------- |
| 2009 | Thomas Schoorel | Kristijan Mesaros | 6–2, 6–0  |

### Doppio maschile
| Anno | Campioni                        | Finalisti                            | Punteggio |
| ---- | ------------------------------- | ------------------------------------ | --------- |
| 2009 | Roy Bruggeling Bas Van Der Valk | Evthimios Karaliolios Wesley Koolhof | 6–4, 6–3  |

### Singolare femminile
| Anno       | Campionessa                              | Finalista                                | Punteggio                                |
| ---------- | ---------------------------------------- | ---------------------------------------- | ---------------------------------------- |
| 2010       | Mădălina Gojnea                          | Caroline Garcia                          | 6–1, 6–0                                 |
| 2011       | Florencia Molinero                       | Stephanie Vogt                           | 7–6(6), 6–1                              |
| 2012       | Anna-Lena Friedsam                       | Kathrin Wörle                            | 6–4, 2–6, 6–4                            |
| 2013       | Maša Zec Peškirič                        | Dalila Jakupovič                         | 6–4, 6–4                                 |
| 2014       | Lesley Kerkhove                          | Carina Witthöft                          | 7–5, 6–3                                 |
| 2015       | Tena Lukas                               | Fiona Ferro                              | 7–5, 6–4                                 |
| 2016       | Anna Kalinskaja                          | Dalila Jakupovič                         | 6–3, 2–6, 6–2                            |
| 2017       | Katharina Hobgarski                      | Yvonne Cavalle-Reimers                   | 7–5, 6–4                                 |
| 2018       | Anna Zaja                                | Katharina Hobgarski                      | 6–4, 7–5                                 |
| 2019       | Despina Papamichail                      | Jule Niemeier                            | 6–2, 5–7, 6–2                            |
| 2020– 2021 | Annullato per la pandemia di coronavirus | Annullato per la pandemia di coronavirus | Annullato per la pandemia di coronavirus |
| 2022       | Jéssica Bouzas Maneiro                   | Katharina Hobgarski                      | 6–1, 6–2                                 |
| 2023       | Marie Benoît                             | Julie Štruplová                          | 6–3, 6–3                                 |

### Doppio femminile
| Anno       | Campionesse                              | Finaliste                                     | Punteggio                                |
| ---------- | ---------------------------------------- | --------------------------------------------- | ---------------------------------------- |
| 2010       | Teodora Mirčić Erika Sema                | Elena Bogdan Andrea Koch Benvenuto            | 7–6(4), 2–6, [10–8]                      |
| 2011       | Pemra Özgen Yurika Sema                  | Hana Birnerová Stephanie Vogt                 | 6–4, 7–6(5)                              |
| 2012       | Florencia Molinero Stephanie Vogt        | Malou Ejdesgaard Réka-Luca Jani               | 6–3, 7–6(3)                              |
| 2013       | Demi Schuurs Eva Wacanno                 | Carolin Daniels Laura Schäder                 | 7–5, 1–6, [14–12]                        |
| 2014       | Rika Fujiwara Yuuki Tanaka               | Lesley Kerkhove Xenia Knoll                   | 6–1, 6–4                                 |
| 2015       | Diāna Marcinkēviča Aljona Sotnykowa      | Alëna Fomina Sofiya Kovalets                  | 3–4, 6–4, [10–5]                         |
| 2016       | Nicola Geuer Anna Zaja                   | Dalila Jakupović Lu Jiajing                   | 6–4, 6–4                                 |
| 2017       | Katharina Hobgarski Julia Wachaczyk      | Yuki Kristina Chiang Lisa Ponomar             | 6–3, 2–6, [10–3]                         |
| 2018       | Polina Leikina Isabella Shinikova        | Emma Laine Chiara Scholl                      | 7–6(4), 7–5                              |
| 2019       | Tatiana Pieri Ivana Popovic              | Irene Burillo Escorihuela Despina Papamichail | 7–6(5), 6–4                              |
| 2020– 2021 | Annullato per la pandemia di coronavirus | Annullato per la pandemia di coronavirus      | Annullato per la pandemia di coronavirus |
| 2022       | Irina Khromacheva Marija Timofeeva       | Karolína Kubáňová Ivana Šebestová             | 6–2, 5–7, [10–3]                         |
| 2023       | Elena Pridankina Marija Timofeeva        | Manon Léonard Lucie Nguyen Tan                | 2–6, 6–2, [10–5]                         |